# Katholieke school
Een katholieke school is een door de Katholieke Kerk erkende school met doelstellingen die vastgelegd zijn in een christelijk opvoedings- en vormingsproject.
In Nederland wordt het katholiek onderwijs geregeld door het Algemeen Reglement voor het Katholiek Onderwijs (ARKO) uit 1987. In dit reglement wordt ook de bevoegdheid van de Nederlandse Katholieke Schoolraad (NKSR) geregeld.
In Vlaanderen is Katholiek Onderwijs Vlaanderen (tot 2015 bekend als het Vlaams Secretariaat van het Katholiek Onderwijs, VSKO) door de Belgische bisschoppen belast met de coördinatie en de vertegenwoordiging van het katholiek onderwijs en is de Algemene Raad van het Katholiek Onderwijs het overlegorgaan van de Belgische Bisschoppenconferentie en de andere beleidsinstanties (inrichtende machten, leerkrachten en ouders).

## Katholiek onderwijs in Vlaanderen

### Situering binnen het Vlaamse onderwijslandschap
Katholieke scholen horen onder het vrij gesubsidieerd onderwijs. Binnen dit net is Katholiek Onderwijs Vlaanderen een van de onderwijskoepels.
Binnen de vrije scholen wordt er de keuze gelaten om onderwijs te verstrekken:
- hetzij in een of meer erkende godsdiensten,
- hetzij in niet-confessionele zedenleer,
- hetzij in een of meer erkende godsdiensten én in niet-confessionele zedenleer,
- hetzij in cultuurbeschouwing.

Een katholieke school is een confessionele school en biedt meestal maar één godsdienst aan.
In het schooljaar van 2021-2022 gingen er ongeveer 61,1% van de leerlingen in het lager onderwijs naar een school die ingeschreven was in het vrij gesubsidieerd onderwijs. In het gewoon secundair onderwijs was dit ongeveer 71,4% van de leerlingen. Als er wordt gekeken naar het aantal scholen ingeschreven in een onderwijsnet, waren er ongeveer 60,2% van de scholen in gewoon en buitengewoon lager onderwijs die onder het vrij gesubsidieerd onderwijs behoorden. In het gewoon secundair onderwijs was dit 70,8 % van de scholen.
Binnen het vrij gesubsidieerd onderwijs is het katholiek onderwijs het sterkst vertegenwoordigd, maar er zijn ook joodse, orthodoxe, protestantse, islamitische, niet-confessionele scholen en methodescholen.

### Geschiedenis
In 1830 vond de oprichting van de Belgische staat plaats. Bij deze onafhankelijkheidsverklaring hoorde de Grondwet met daarin veel burgerlijke vrijheden (o.a. godsdienst en onderwijs). In deze grondwet stond er niet geschreven dat de staat verplicht was onderwijs te organiseren en gaven de publieke overheden het onderwijs uit handen. Voor het ontstaan van België bestonden er staatsscholen, deze werden vaak door de Kerk geleid. Ook na de oprichting van de Belgische staat bleven deze bestaan en werd dus de organisatie van het onderwijs uitgevoerd door de Kerk. Als gevolg hiervan zijn de katholieke staatsscholen ontstaan. In de katholieke staatsscholen bepaalden de bisschoppen het onderwijs en werd godsdienst een verplicht onderdeel van het leerprogramma.  
In 1842 kwam er een tegenreactie op de macht van de Kerk binnen het onderwijs. Minister Nothomb legde de Schoolwet vast. Deze wet stelde dat in elke gemeente er een lagere gemeenteschool moest zijn en dat deze gecontroleerd zou worden door de rijksinspectie. Het was echter niet verplicht om als gemeente een nieuwe school in te richten, men mocht namelijk ook een bestaande katholieke school overnemen en subsidiëren. In de gemeenten waar nog geen scholen bestonden, werden er scholen opgericht. De Rooms-Katholieke Kerk stond in deze scholen in voor het vak godsdienst en de controle daarop (de diocesane inspectie). Als gevolg hiervan werd heel het vrij onderwijs in België gesubsidieerd door de Staat en was heel het Belgisch lager onderwijs de facto katholiek onderwijs.
In 1878 vond de eerste schoolstrijd plaats. Dat was nadat de liberalen in datzelfde jaar de verkiezingen wonnen. De liberalen wilden het onderwijs ontkerkelijken. Zo bande toenmalig minister van Openbaar onderwijs Van Humbeeck godsdienst uit het lesprogramma in alle officiële scholen en verbood hij gemeenten vrije scholen te subsidiëren. Op deze manier werden de katholieke staatsscholen terug staatsscholen. Omdat de katholieken hun religieuze karakter wilden behouden, deden ze in 1879 beroep op artikel 24 van de Belgische Grondwet. Daarin staat dat het Belgisch onderwijs vrij is en dat de Kerk los van de officiële rijksscholen de vrijheid hebben hun eigen onderwijs in te richten. Vanaf dat moment zal er in België in elke gemeente een katholieke en gemeenteschool zijn.
Na de Tweede Wereldoorlog zorgde de groei aan populariteit van het secundair onderwijs voor nieuwe problemen. Een van de problemen was de subsidiëring door de staat van het onderwijs. Zo waren de liberalen en de socialisten van mening dat de Kerk hun eigen schoolnet diende te bekostigen. Ze vonden dat het ‘neutrale’ officiële onderwijs dat toegankelijk was voor iedereen door de staat diende gefinancierd te worden. De katholieken gingen niet akkoord met deze mening en vonden dat artikel 24 van de Grondwet (vrijheid van onderwijs) financieel haalbaar moest worden gemaakt. In 1954 verloor de Christelijke Volkspartij zijn meerderheid in de verkiezingen en werd er een socialistisch-liberale coalitie gesloten. De gevolgen van deze verkiezingen (o.a. aanpassingen aan beslissingen van de vorige legislatuur, ontslagen van katholieke leerkrachten in het officieel onderwijs, subsidies van vrij onderwijs verminderen) zorgden voor een opstand in België. Er vond een tweede schoolstrijd plaats, maar deze keer niet over het bestaan van een van de twee onderwijsnetten, maar over de middelen.
Op 20 november 1958 is het Schoolpact ontstaan. Deze is het gevolg van de verkiezingsuitkomsten. Zo haalden de katholieken de overwinning in Vlaanderen, maar de socialisten en liberalen haalden de overwinning in Wallonië. Er diende onderhandeld te worden en zo is men tot het Schoolpact gekomen dat een einde bracht aan de tweede schoolstrijd. Het Schoolpact bepaalt vandaag de dag nog steeds de vorm van het onderwijs en stelt dat er twee onderwijsnetten in België bestaan: 1) het officieel onderwijs en 2) het vrij onderwijs. Binnen het officieel onderwijs is de overheid de inrichtende macht. In het vrij onderwijs is een vrije particulier (een privaat persoon, een groep of comité) de inrichtende macht. De katholieke school kan worden geplaatst binnen het vrij onderwijs. De katholieke school krijgt in Vlaanderen vorm door de koepel Katholiek Onderwijs Vlaanderen.

### Pedagogisch project
Bij het oprichten van een katholieke school, wordt de visie op onderwijs en vorming van deze school gebaseerd op de visie van Katholiek Onderwijs Vlaanderen. Hun uitgangspunt is het pedagogisch project van de dialoogschool dat in 2016 in een visietekst werd uitgeschreven. De uitgangspunten van dit project zijn ‘diversiteit’, ‘dialoog’ en ‘katholieke traditie’. Deze katholieke school beoogt een dialoog tussen zowel leerlingen, leerkrachten, ouders en bestuursleden. Dat is niet alleen een dialoog met elkaar, maar ook een dialoog met de context, met de traditie, met God en met andere levensbeschouwingen. Om deze dialoog te kunnen voeren, laat de katholieke school  iedereen toe, onafhankelijk van wat iemand zijn achtergrond ook is. Verschillende culturele en religieuze praktijken krijgen meer aandacht in het lesaanbod.
Het pedagogisch project wordt ook doorgetrokken naar de leerplannen van Katholiek Onderwijs Vlaanderen, waarin er wordt geprobeerd verbindingen te leggen tussen alle domeinen en vakken met dit project.
Deze uitgangspunten en verwachtingen van Katholiek Onderwijs Vlaanderen werden vastgelegd in de engagementsverklaring en werd goedgekeurd door elk bestuurslid en werknemer in het katholiek onderwijs.

### Het vak rooms-katholieke godsdienst

#### Lager en secundair onderwijs
In katholieke scholen volgen alle leerlingen het vak rooms-katholieke godsdienst. Dat vak mag alleen gegeven worden door leerkrachten die een mandaat van de diocesane bisschop hebben ontvangen.
De overheid voorziet zowel in het lager als in het secundair onderwijs twee lestijden per week voor het vak godsdienst of levensbeschouwing voor alle onderwijsnetten. Binnen Katholiek Onderwijs Vlaanderen wordt er nog een derde lesuur godsdienst per week toegevoegd voor het lager onderwijs.
Ook binnen het vak rooms-katholieke godsdienst wordt het pedagogisch project van de katholieke dialoogschool geïntegreerd. 

#### Hoger onderwijs en universiteiten
Het hoger onderwijs en de universiteiten van het katholieke net bieden hun studenten een levensbeschouwelijk vak aan. Vaak gaat dit onder de naam Religie, Zingeving en Levensbeschouwing (RZL). Het vak probeert bruggen te slaan tussen professionele en/of academische vaardigheden en levensbeschouwelijke inzichten.

### Onderzoek naar de kwaliteit van katholiek onderwijs
Verschillende studies rapporteren dat leerlingen op (voornamelijk middelbare) katholieke scholen beter presteren dan leerlingen uit publieke scholen. Andere studies rapporteren dat het voordeel van katholieke scholen verklaard kan worden door een selectie-effect. Binnen de verschillende onderzoeken zijn er twee grote lijnen terug te vinden om de "betere prestaties" van het katholiek onderwijs te verklaren namelijk het catholic school advantage effect en het common school effect van James Coleman. Beide effecten stellen dat het beter functioneren van religieuze scholen te wijten is aan een groter sociaal kapitaal binnen religieuzes scholen. Het sociaal kapitaal is een lokaal netwerk tussen de leraren, ouders en leerlingen. Dit netwerk vloeit voort uit en wordt onderhouden door een kern van een (kleinere) geloofsgemeenschap en uit een waardekader dat uit religieuze engagement voortkomt. Binnen dit netwerk wordt er tussen de ouders onderling en tussen ouders en leerkrachten relevante informatie uitgewisseld over de kwaliteit van het onderwijs. Uit de studies is gebleken dat het gebrek aan een geloofsgemeenschap zorgt voor een verminderde motiverende en mobiliserende werking van de ouders en de leerkrachten.
Volgende resultaten komen uit wetenschappelijk onderzoek voort. Leerlingen die naar katholieke scholen gaan, vertonen binnen de studies een hogere reken- en leesvaardigheid dan leerlingen uit openbare scholen. Het onderzoek van Herman Brutsaert bevestigt dit resultaat. Hier is de conclusie dat de sociale status van het kind belangrijk is bij het voorspellen van de schoolcijfers. Daarnaast scoren katholieke scholen gemiddeld hoger op de kenmerken leerlingensamenstelling, schoolorganisatie en management, schoolklimaat en resultaten dan openbare scholen.
Andere studies weerleggen dit catholic school advantage effect door gender, student-niveau, SES en schoolniveau het mee in rekening te brengen van de studenten uit beide scholen. Daarnaast doet deze studie ook het common school effect teniet. Dit doen ze door aan te tonen dat de leerpercentage van minderheidsstudenten met voorouders uit landen met een moslimachtergrond, statistisch niet verschillen tussen openbare en katholieke scholen.
Door de aanwezigheid van de veelheid aan factoren is er nog geen consensus over de kwaliteit van het katholieke onderwijs.